# 원로 (일본사)

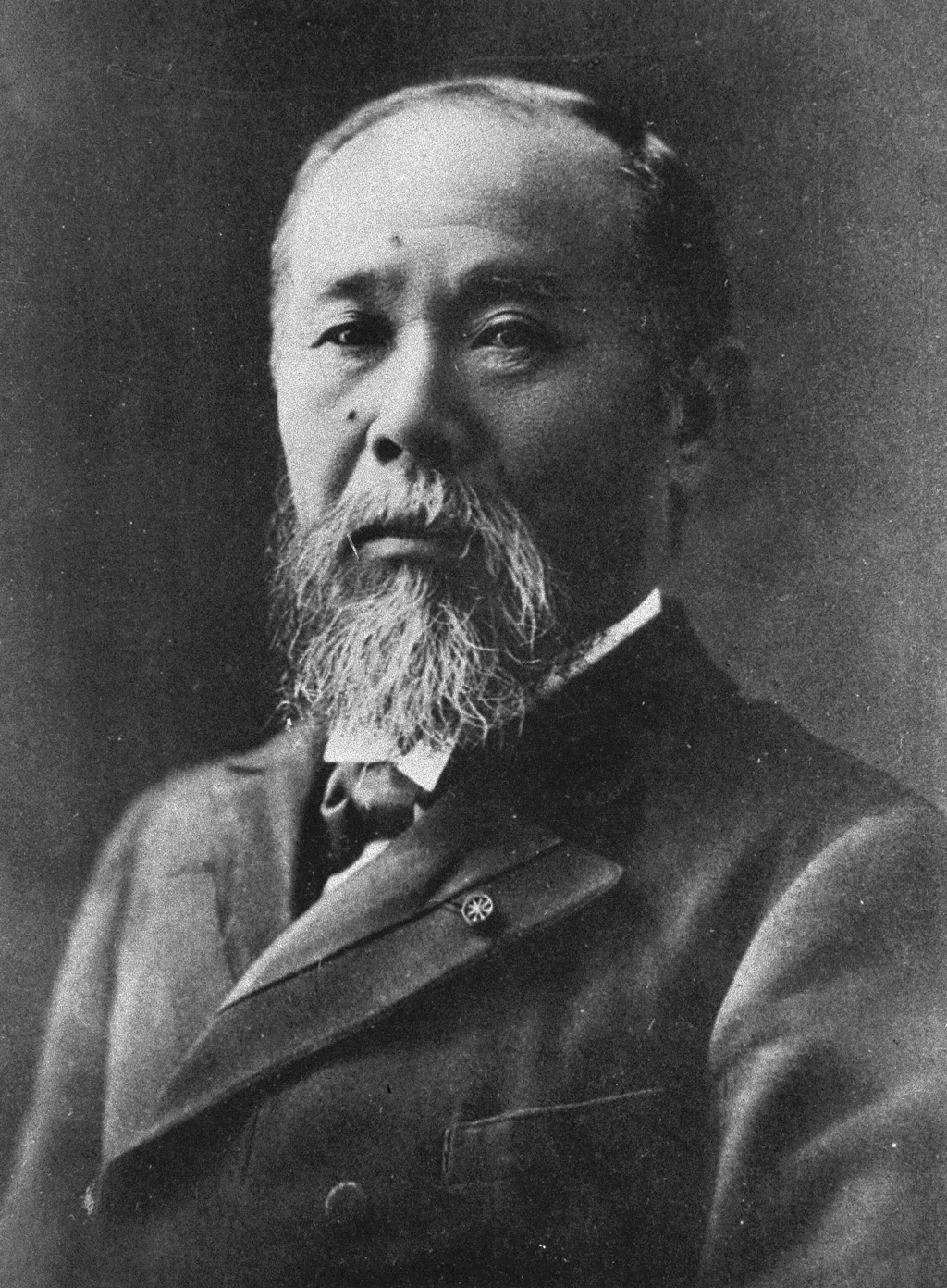
초대 원로 이토 히로부미 (구로다 기요타카와 공동)

원로(일본어: 元老 겐로[*])는 일본 제국에서 정부의 최고 수뇌에 있었던 중신들을 가리킨다. 일본 제국 헌법에서는 원로에 대한 규정을 명기하지 않았으며 원로는 헌법 외 기관으로 정하고 있다.
때문에 법률 상 그 정의는 없지만 천황의 칙명 또는 칙어에 의해 원로로서의 지위를 얻을 수 있으며, 천황의 자문에 답하여 내각의 경질이나 후임 내각총리대신 천거, 개전·강화·동맹 체결 등에 관한 국가의 최고 의사 결정에 참여했다. 원로에게는 황실의제령 (1926년 황실령 제7호) 제29조에 따라 궁중석차 제1계 제4위(추밀원 의장 다음 자리)에 앉을 수 있었다.

## 역사

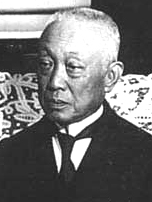
마지막 원로 사이온지 긴모치

메이지 유신에서 공을 세운 인물을 "원훈"이라 부르지만, 그들은 메이지 정부에서 장기간에 걸쳐 사실 상 정치를 견인해왔기 때문에 주로 당시 일본 언론 주변에서 탄생한 새로운 용어라 알려져 왔다. "원훈제로"의 약칭이라는 설도 있다.
최초로 원훈 대우의 조칙을 받은 정치가는 이토 히로부미와 구로다 기요타카 당초 이토 히로부미가 추밀원 의장직을 사임하자 메이지 천황이 조칙을 내린 것이었지만 삿초 번벌 내 사쓰마 쪽이 불리했기 때문에 형평성을 위해 구로다 기요타카도 지명되었다. 이 시점에서는 "원훈"이라 불린 경우가 많았으며 당시 언론은 그들을 엮어 "원훈 회의"라고 보도했다. 이후 "원훈"과 "원로"라는 용어가 뒤섞이게 되었다.
제1차 가쓰라 내각 이후 원훈이나 원로가 총리대신이 된 경우는 없었으며, "원훈" 대신 "원로"라는 호칭이 통례가 되었다. 세월이 흐르면서 원로의 수는 줄어들어갔다. 마쓰카타 마사요시 사후 원로 직위 소유자는 사이온지 긴모치만 남자 정계에서는 원로를 다시 만드려는 움직임이 있었다. 또 마쓰가타도 생전에 "새로운 원로의 보충이 필요함"을 언급하기도 했다. 그러나 마지막 원로였던 사이온지는 야마모토 곤베에나 기요우라 게이고 등 유력한 후보들의 원로 호칭 수여에 난색을 표하였고, 또 별도로 중신회의가 설립되었기 때문에 결국 보충이 이루어지지 않은 채 1940년 사이온지의 사망을 끝으로 원로제도는 소멸했다.

## 원로 일람
아래의 "생몰 연도"는 일본 달력(일본어: 和暦 와레키[*])이다.
| 이름              | 출신   | 생몰 연도       | 원로 호칭 수여일                |
| ----------------- | ------ | --------------- | ------------------------------- |
| 이토 히로부미     | 조슈   | 1841년 ~ 1909년 | 1889년 11월 1일                 |
| 구로다 기요타카   | 사쓰마 | 1840년 ~ 1900년 | 1889년 11월 1일                 |
| 야마가타 아리토모 | 조슈   | 1838년 ~ 1922년 | 1891년 5월 6일                  |
| 마쓰카타 마사요시 | 사쓰마 | 1835년 ~ 1924년 | 1898년 1월 12일                 |
| 이노우에 가오루   | 조슈   | 1836년 ~ 1915년 | 1904년 2월 18일                 |
| 사이고 주도       | 사쓰마 | 1843년 ~ 1902년 | 정식 임명 수속을 거치지 않았다. |
| 가쓰라 다로       | 조슈   | 1848년 ~ 1913년 | 1911년 8월 30일                 |
| 오야마 이와오     | 사쓰마 | 1842년 ~ 1916년 | 1912년 8월 13일                 |
| 사이온지 긴모치   | 공가   | 1849년 ~ 1940년 | 1912년 12월 21일                |

사이온지를 제외하고 모두 사쓰마번·조슈번 출신이다.

## 참고 문헌
- 이토 유키오, 《원로의 형성과 변천에 관한 약간의 고찰 - 후계 수상 추천 기능을 중심으로》, 시린 77-1, 1977년 3월.
- 이토 유키오, 《원로제도 재고 - 이토 히로부미·메이지 천황·가쓰라 다로》, 시린 77-1, 1994년 1월.
- 이토 유키오, 《야마가타계 관료벌과 천황·원로·궁중: 근대 군주제의 일본·영국 비교》, 법학론총 140 (1 ~ 2), 1996년.

## 같이 보기
- 중신회의
- 중공팔대원로 - 중화인민공화국의 건국 원훈 수훈자.
- 추밀원 (일본)